# Eric Fletcher
Eric George Molyneux Fletcher, baron Fletcher (26 mars 1903 - 9 juin 1990) est un homme politique du parti travailliste au Royaume-Uni.

## Vie privée
Fletcher est le fils d'un ancien greffier de la ville d'Islington. Il étudie au Radley College et à l'Université de Londres et devient avocat, spécialisé en droit international. Il est vice-président de l'Associated British Picture Corporation.

## Vie politique
Fletcher est élu au Conseil du comté de Londres pour Islington South, servant de 1934 à 1949. Aux élections générales de 1945, il est élu député d'Islington Est, battant la députée féministe du Parti conservateur Thelma Cazalet-Keir. Dans le premier gouvernement d'Harold Wilson, il sert de 1964 à 1966 comme ministre sans portefeuille, porte-parole de la Chambre des communes pour le ministère du Lord grand chancelier, puis vice-président de la Chambre des Communes.
Fletcher est fait chevalier en 1964 et nommé au Conseil privé en 1967. Le 9 juillet 1970, il est créé pair à vie en tant que baron Fletcher, d'Islington dans le Grand Londres.

## Autres postes
Fletcher est membre de l'Assemblée de l'Église d'Angleterre en 1962. Il est membre du Sénat de l'Université de Londres et gouverneur du Birkbeck College et de la London School of Economics.
Fletcher est membre de la Commission royale sur les manuscrits historiques de 1966, administrateur du British Museum entre 1968 et 1977 et président de la British Archaeological Association de 1960 à 1963.
Fletcher est un historien amateur passionné de la matière juridique et de l'archéologie. Il est élu membre de la Society of Antiquaries of London (FSA) en 1954, et est également membre de la Royal Historical Society (FRHistS).